# جون أ. بينيت
جون أ. بينيت (بالإنجليزية: John A. Bennett)‏ هو جندي أمريكي، ولد في 10 أبريل 1935 في فرجينيا في الولايات المتحدة، وتوفي في 13 أبريل 1961 في Fort Leavenworth ‏ في الولايات المتحدة بسبب شنق.